# The Black Test Car
The Black Test Car (Kuro no tesuto kā) è un film del 1962 diretto da Yasuzō Masumura.
Pellicola giapponese tratta da un romanzo di Toshiyuki Kajiyama.

## Trama
Due case produttrici automobilistiche, la Tiger e la più blasonata Yamato, si fanno una spietata concorrenza ricorrendo a tutti i mezzi dello spionaggio industriale, in occasione della imminente immissione sul mercato di un’auto sportiva per ciascuna delle case.
Oltre alle sezioni di spie industriali di ciascuna delle due aziende entrano in gioco anche informatori esterni, doppiogiochisti, e relazioni personali: Asahina, della Tiger, per carpire un importante segreto della Yamato, non esita a chiedere alla fidanzata Masako di fornire una prestazione sessuale ad una spia della concorrenza (Masako, viceversa, esita un poco, ma alla fine accetta).
Risulta che fra gli alti ranghi della Tiger c’è qualcuno che, sottoposto a ricatto, fornisce alla concorrenza i segreti industriali della ditta: alla fine lo si individua in Hiraki, che ricopre un importante ruolo direttivo nell’azienda, oltre ad essere il genero del proprietario.
Onoda, il diretto superiore di Asahina, per ottenere una confessione da Hiraki, ne tradisce l’antica amicizia finendo per indurlo al suicidio. Solo allora Asahina, disgustato dai metodi immorali ed illegali in uso fra le spie industriali, rassegna le proprie dimissioni, mentre il nuovo modello della Tiger ha un’impennata nelle vendite.